# Bune
Bune (perz. بونه) je otok smješten na krajnjem sjeveru Perzijskog zaljeva odnosno u iranskoj pokrajini Huzestan. Uz Daru, Nedel Gar i Kaber-e Nahodu jedan je od četiri veća otoka u estuariju Hvor-e Musi. Otok ima površinu od 2,5 km² i od kopna na istoku udaljen je 3 km. Bune se proteže duljinom od 7 m u smjeru istok-zapad, a maksimalna nadmorska visina mu je 2 m.

## Poveznice
- Perzijski zaljev
- Popis iranskih otoka